# Hylaeus graenicheri
Hylaeus graenicheri är en biart som beskrevs av Mitchell 1951. Den ingår i släktet citronbin och familjen korttungebin. Inga underarter finns listade i Catalogue of Life.

## Beskrivning
Hylaeus graenicheri har svart huvud och mellankropp, med undantag av markeringarna i ansiktet. Bakkroppen är rödaktig hos honorna, mera brun hos hanarna. Ansiktsmarkeringarna hos honan består av två triangulära fält just innanför ögonen, och ett vagt, gulaktigt fält i mitten av munskölden (clypeus), omgivet av brunt. Hanen har liknande markeringar, men mittpartiet på munskölden är mycket klarrare gult och välavgränsat mot den bruna omgivningen. Behåringen är kort, gles och vit. Arten är ett helt litet bi, med en kroppslängd på omkring 4 mm.

## Ekologi
Arten flyger främst till palmen Serenoa repens och den korgblommiga växten Mikania cordifolia. Den har två aktivityetsperioder: Mars till maj, och i november..
Arten är solitär, honan konstruerar ensam larvbona med hjälp av ett silkesliknande körtelsekret.

## Utbredning
Utbredningsområdet omfattar södra Floridas övärld.